# Funkdoobiest
Funkdoobiest är en amerikansk rappgrupp från Los Angeles, Kalifornien. De grundande medlemmarna till gruppen är Son Doobie (Jason Vasquez), DJ Ralph M (Ralph Medrano) och Tomahawk Funk (Tyrone Pacheco). Deras första två album var till stor del producerade av Cypress Hills DJ Muggs. Deras tredje och senaste album, The Troubleshooters, inkluderade produktioner av Ralph M och DJ Rectangle. De första albumen var klart och tydligt av hardcore rapp i ådran av Cypress Hill och andra Soul Assassins-medlemmar, medan The Troubleshooters var lite mer av blandad hiphopstil.

## Diskografi

### Album
- 1993: Which Doobie U B? (Immortal/Epic/SME)
- 1995: Brothas Doobie (Immortal/Epic/SME)
- 1998: The Troubleshooters (Buzztone/RCA/BMG)
- 2009: The Golden B-Boys (Funkdoobiest Music)

### Singlar
- 1993: "Bow Wow Wow"
- 1993: "Wopbabalubop" (feat. B-Real)
- 1993: "The Funkiest"
- 1993: "Freak Mode"
- 1995: "Dedicated"
- 1995: "Rock On"
- 1995: "XXX Funk"
- 1997: "Papi Chulo" (feat. Daz)
- 2008: "Hip Hop Music"
- 2009: "The Heavyweight Funk"